# Rickard Gavel

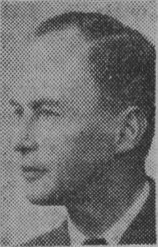
Rickard Gavel

Alf Rickard Gavel, född 29 augusti 1905 i Linköping, död 27 augusti 1972 i Saltsjöbadens församling, Stockholms län, var en svensk arkitekt.
Gavel avlade studentexamen vid Privata elementarskolan i Lund och utexaminerades från Kungliga Tekniska högskolan 1932. Han bedrev egen arkitektverksamhet i Stockholm från 1933. Han var även byggnadskonsulent i Saltsjöbadens köping.